# グロソップのハワード男爵
グロソップのハワード男爵（英語: Baron Howard of Glossop）は、イギリスの男爵位。連合王国貴族。
第13代ノーフォーク公爵ヘンリー・ハワードの次男エドワード・フィッツアラン＝ハワードが1869年に叙されたのに始まる。第4代男爵マイルスが本家のノーフォーク公爵位を継承したため、現在はノーフォーク公爵位の従属爵位の一つとなっている。

## 歴史
第13代ノーフォーク公爵ヘンリー・ハワードの次男エドワード・フィッツアラン＝ハワード（1818-1883）は1848年から庶民院議員となり、自由党の政治家として活躍した。1869年12月9日にグロソップのハワード男爵に叙された。
第2代男爵はエドワードの長男フランシス（1859-1924）が継承した。
第3代男爵はフランシスの長男バーナード（1885-1972）が継承した。
第4代男爵はバーナードの長男マイルス（1915-2002）が継承した。マイルスは1975年に本家の第17代ノーフォーク公爵位を継承したため、ノーフォーク公爵家とグロソップのハワード男爵家は合体することになった。20世紀中ノーフォーク公爵家の所有地は減少傾向にあり、1966年には1万5000エーカーになっていたが、この合体により1976年には2万5000エーカーに回復した。
現在はマイルスの息子エドワード（1956-）がノーフォーク公爵の従属爵位の一つとして第5代グロソップのハワード男爵位を保有している。

## グロソップのハワード男爵（1869年）
| 肖像 | 爵位の代数 名前 （生没年）                                                                            | 受爵期間                      | 備考                                                        |
| ---- | --- | ----------------------------- | ----------------------------------------------------------- |
|      | 初代グロソップのハワード男爵 エドワード・フィッツアラン＝ハワード （1818-1883）                       | 1869年12月9日 - 1883年12月1日 | 第13代ノーフォーク公爵ヘンリー・ハワードの次男              |
|      | 第2代グロソップのハワード男爵 フランシス・フィッツアラン＝ハワード （1859-1924）                      | 1883年12月1日 - 1924年9月22日 |                                                             |
|      | 第3代グロソップのハワード男爵 バーナード・フィッツアラン＝ハワード （1885-1972）                      | 1924年9月22日 - 1972年8月24日 |                                                             |
|      | 第4代グロソップのハワード男爵 第17代ノーフォーク公爵 マイルス・フィッツアラン＝ハワード （1915-2002） | 1972年8月24日 - 2002年6月24日 | 1971年に第12代バーモント男爵 1975年に第17代ノーフォーク公爵 |
|      | 第5代グロソップのハワード男爵 第18代ノーフォーク公爵 エドワード・フィッツアラン＝ハワード （1956-）   | 2002年6月24日 - 受爵中        | 第18代ノーフォーク公爵の従属爵位として                      |

法定推定相続人は、現当主の息子であるアランデル伯爵(儀礼称号)ヘンリー・フィッツアラン＝ハワード(1987-)。